# Giuseppe Torelli

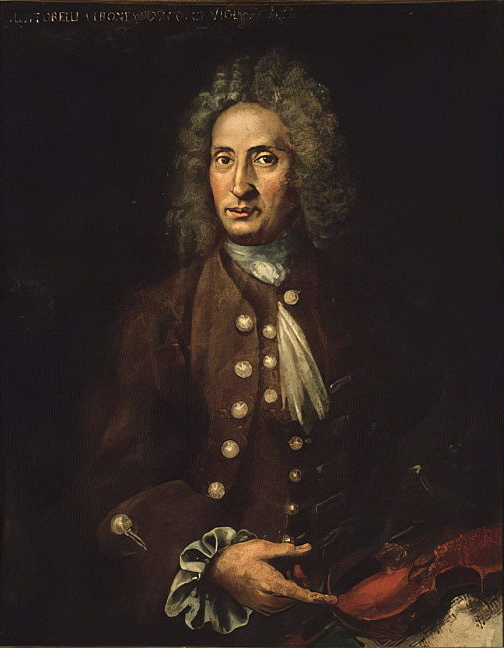
Giuseppe Torelli

Giuseppe Torelli (* 22. April 1658 in Verona; † 8. Februar 1709 in Bologna) war ein italienischer Violinist und Komponist des Barocks.

## Leben
Giuseppe Torelli war einer der bedeutenden italienischen Komponisten und Geiger des ausgehenden 17. Jahrhunderts. Er entstammte einer angesehenen Künstlerfamilie und erhielt seine Ausbildung wahrscheinlich im Umfeld des Kathedralorchesters von San Petronio in Bologna. Komposition studierte er bei Giacomo Antonio Perti und wurde nach strenger Prüfung als 26-Jähriger Mitglied der Bologneser Accademia Filarmonica. Ab 1686 war er Bratschist im Orchester von Bologna. 1698 wurde er Kapellmeister der Hofkapelle des Markgrafen von Ansbach. 1699 und 1700 war er in Wien tätig und von 1701 an bis zu seinem Lebensende wieder in Bologna.

## Schaffen und Wirkung
Indem Giuseppe Torelli Tuttiritornelle und Soloepisoden motivisch trennte und dem Solo zur Eigenständigkeit verhalf, wurde er mit den zwölf Concerti op. 6, veröffentlicht 1698, zum Begründer des Violinkonzerts. Somit spielte er eine wichtige Rolle in der Entwicklung des italienischen Concerto, dem das gewichtige Werk von Antonio Vivaldi angehört und das zahlreiche Komponisten nördlich der Alpen beeinflusst hat.
Seine ersten beiden Drucke entstammen dem Jahr seiner Einstellung als Streicher an San Petronio in Bologna, 1686, und präsentierten Triosonaten der Form Sonata da chiesa in op. 1 und Sonata da camera in op. 2. Auch op. 3 enthält trotz des Titels Sinfonie Kammersonaten, die jedoch umfangreicher sind. Die tanzartigen Stücke aus op. 4 (1688) sind für Violine und Violoncello gesetzt und vermutlich für Aufführung ohne Generalbass gedacht, womit sie womöglich das früheste Beispiel für Instrumental-Duos darstellen. In op. 5 (1692) stehen sechs Sinfonie, in denen das Violoncello teilweise eigenständig gegenüber dem Generalbass geführt wird, ebensovielen Concerti gegenüber, für die im Vorwort chorische Besetzung der Stimmen verlangt wird. Dem folgt die Bezeichnung von Passagen in den Violinkonzerten op. 6 als „Solo“, wobei abermals im Vorwort das Thema der Besetzung angesprochen wird. Das posthum veröffentlichte op. 8 differenziert die Behandlung der Klangkörper durch die „instrumental profilierte Motivik“ der Soli und „flächige Motive“ der Ritornelle.
Zu den handschriftlich überlieferten Werken Torellis gehören repräsentative Kompositionen mit Verwendung von Pauken und Trompeten. Torellis Vokalmusik wird kaum beachtet, ein Oratorium ist verschollen.
Johann Gottfried Walther schuf Orgelkonzerte nach Vorbildern aus Torellis op. 8. Sein enger Kontakt zu Johann Sebastian Bach legt nahe, dass auch letzterer Torellis Kompositionen kannte.

## Werke

### Werke mit Opuszahl
- Op. 1: 10 Sonate à trè Stromenti con il Basso continuo (Bologna 1686)
- Op. 2: 12 Concerti da camera a due violini e basso (Bologna 1686)
- Op. 3: 12 Sinfonie a due, tre e quattro strumenti (Bologna 1687)
- Op. 4: 12 Sonate als Concertino per Camera a Violino, e Violoncello (Bologna 1688)
- Op. 5: 6 Sinfonie à tre e [6] Concerti à quattro (Bologna 1692)
- Op. 6: 12 Concerti musicali a quattro (Augsburg, 1698; Amsterdam 1698)
- Op. 7: Capricci musicali per violino e viola
- Op. 8: 12 Concerti grossi con una Pastorale per il Santissimo Natale (Nr. 1–6 für 2 Violinen, Nr. 7–12 für 1 Violine) (Bologn 1709)

### Werke ohne Opuszahl
- Sinfonie, Concerti und Sonate für 1 bis 4 Trompeten und weitere Instrumente
- Sinfonie und Sonate für mehrere Instrumente
- Concerti für Violine
- Sonate für Violine und Basso continuo
- 2 Preludes in Select Preludes or Volentarys for the Violin by the most eminent Masters in Europe (London 1705)
- Werke in Sonates ou Concerts à 4, 5 & 6 Parties composées par M.rs Bernardi, Torelli & autres fameux Auteurs (Amsterdam)